# Bremsdorfer Mühle
Koordinaten: 52° 8′ 6,4″ N, 14° 27′ 40,6″ O

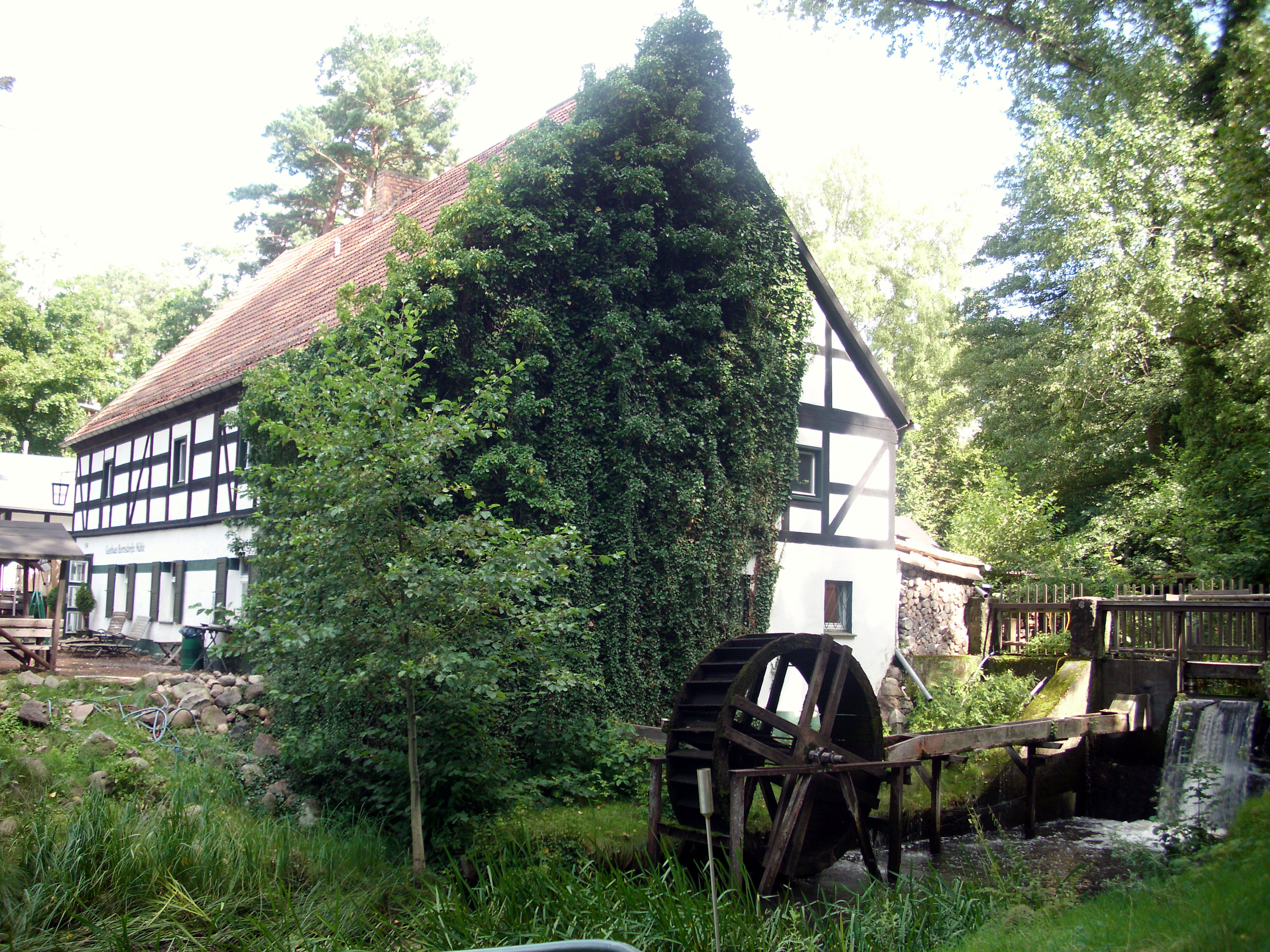
Bremsdorfer Mühle

Die Bremsdorfer Mühle liegt etwa 14 Kilometer westlich von Eisenhüttenstadt, an der B 246 zwischen Dammendorf und Bremsdorf im Brandenburger Naturpark Schlaubetal.

## Namensdeutung
Bremsdorf bezieht sich auf das altsorbische bron für Waffe, Gewehr, Rüstung. Im Jahre 1370 hieß der Ort noch Bronesdorff, auch Brjemjow und erst um 1673 Bemßdorff.

## Umgebung
Von der Mühle aus sind es nur wenige hundert Meter bis zum Großen Treppelsee, an dessen Südostufer sich ein Campingplatz befindet, und zum Kleinen Treppelsee mit seiner Forellenaufzuchtanlage.
Im Wald um die Mühle finden sich mehrstämmige Kiefern, welche der Mahlheide ihren Charakter verleihen. Es gab einst so zahlreiche Biber, dass der Fang 1370 unter den Gerechtigkeiten des Klosters Neuzelle erwähnt wurde.

## Geschichte

### Bis 1945
Die Mühle wurde 1520 als Mahlmühle gegründet und war im Besitz der Familie Stein von 1520 bis 1688. Bis 1710 ist Martin Gyloff (1645–1731) Müller, er ist dem Neuzeller Kloster jährlich 12 Scheffel Mühlpacht Gubensch Maas pflichtig. Zusätzlich bewirtschaftete er mehrere Neuländer (Besitztümer), darunter eins bey der alten Schneidemühle, welche zunächst wohl am Planfließ errichtet worden war, im 18. Jahrhundert jedoch nicht mehr bestand.
Mit der Gründung des Gewerks der Müller des Neuzeller Stiftsgebietes im Jahre 1763, wurde Johann Adam Gieloff (1715–1785) aus Bremsdorf zum Handwercks Meister und Ober Eltesten ernannt. Der Mühlenbesitzer Friedrich August Güloff (Gieloff) beantragte 1842 eine Tuchwalke.
Die Bremsdorfer Mühle war damals ein recht einfaches Wohn- und Mühlengebäude, neu errichtet etwa Mitte des 18. Jahrhunderts, mit einem massiven, verputzten Erdgeschoss und Fachwerk, am Giebel das Wasserrad. 1858 besaß die Mühle zwei Mahlgänge, eine Schneidemühle und die erwähnte Tuchwalke.
Die Mühle, lange in Familienbesitz, gehörte nach 1900 dem Mühlmeister Erich Goltze, ehe sie 1929 in den Besitz der Natalie Freda Elisabeth Gräfin von Einsiedel (1892–1936), vormals bis 1919 mit Curt von Rappard (1881–1956) verheiratet, gelangte. Zu diesem Zeitpunkt gehörte zur Bremsdorfer Mühle ein Hof von 41 Hektar. Ihr Pächter war W. Olkiewicz. Der Sohn der Gräfin, Johann Georg von Rappard (1915–2006), verkaufte 1941 die Bremsdorfer Mühle. Der neue Besitzer, Karl Trill, war Besitzer von Filmtheatern, so in Zeuthen die Märkische Lichtspiele, später Union-Theater, von 1932 bis 1941, oder das Union-Theater in Strausberg 1937, auch als ARGUS nach dem Krieg bekannt.

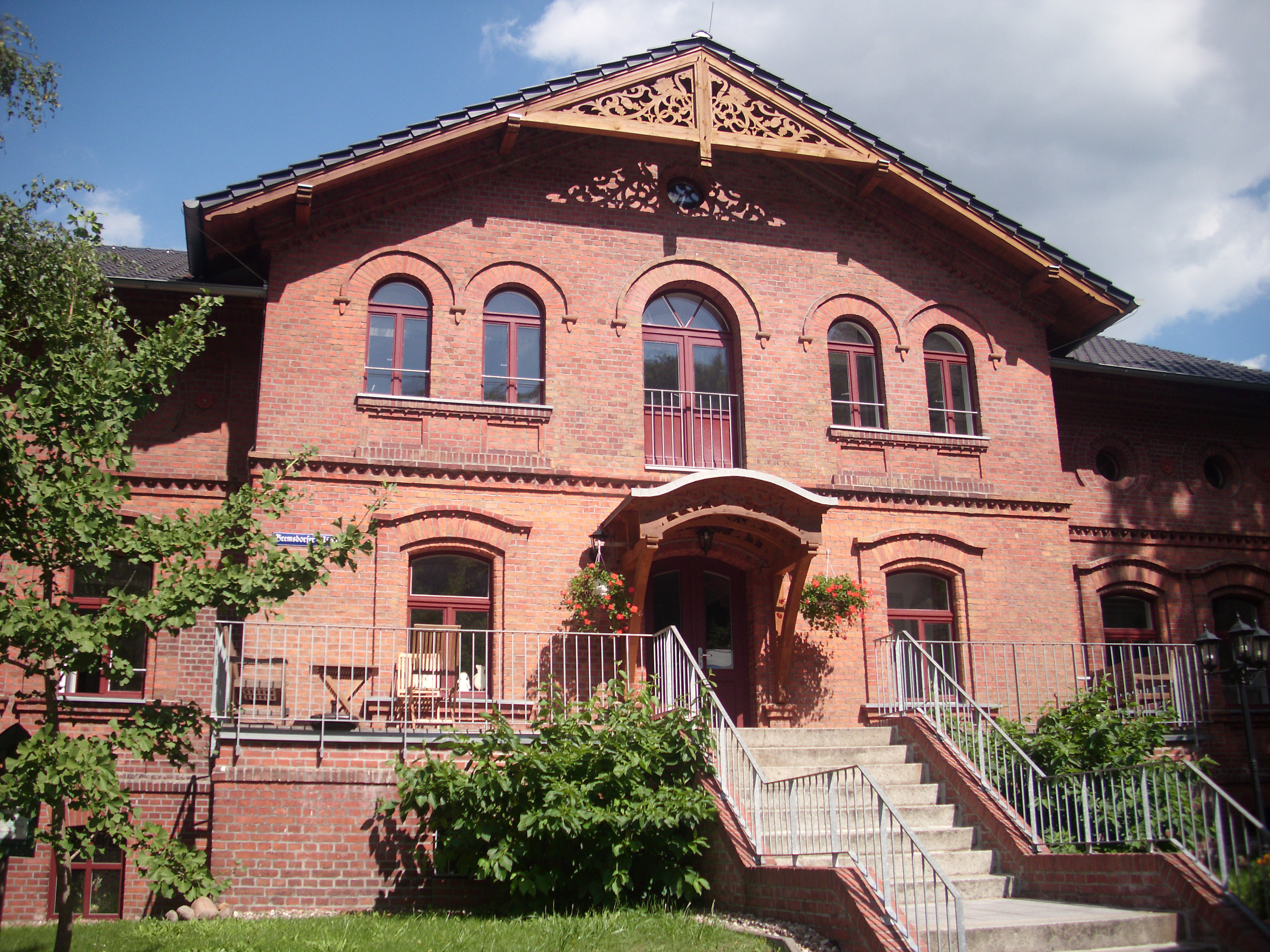
Ehemalige Pensionsvilla, heute Jugendherberge

### Nach 1945
Mit dem Ende des Zweiten Weltkrieges wurde er durch die Sowjetische Besatzungsmacht abgeholt und enteignet. Aus Ziebingen waren Flüchtlinge in der Mühle einquartiert.
Nach Einbau einer Turbine erfolgte eine Energieerzeugung bis zur Stilllegung der Mühle um 1960, der Mahlbetrieb war bereits etwa zehn Jahre früher eingestellt worden. Nun folgte die erneute gastronomische Nutzung, wie schon vor dem Ersten Weltkrieg. Um 1965 erhielt die HO-Gaststätte eine moderne überdachte Terrasse, neben der Gaststätte steht die Jugendherberge Grete Walter, eröffnet 1961. Der Herbergsbetrieb wurde 1972 mit einer Bungalowanlage erweitert, nach der Übernahme durch den Jugendherbergsverband 1993 konnten Bedingungen zur Erneuerung und Restaurierung der Pensionsvilla geschaffen werden. Von 2002 bis 2006 erfolgte der Neubau der Gruppenhäuser und die Rekonstruktion des Haupthauses.
In der DDR entstand unterhalb der Gaststätte eine moderne Forellensetzlinganlage einschließlich eines Wohn- und Sozialgebäudes für die dort Beschäftigten. Der Zuchtbetrieb produzierte gemeinsam mit der Anlage an der Kieselwitzer Mühle ab 1980 etwa 15 % des DDR-Aufkommens an Forellensetzlingen.
Nach der Wende wurde das Gelände erst verpachtet, 2002 an die Familie Horn verkauft. Diese sanierte 2003 die Mühle und führt die Gaststätte. Das Gelände der Jugendherberge gehört dem Landkreis Oder-Spree gemeinsam mit dem Deutschen Jugendherbergswerk.
In der Nacht vom 19. Mai 2022 ist die Mühle abgebrannt. Durch die historische Bauweise bedingt gaben die Lehmdecken in weiten Teilen des Gebäudes nach. Etwa die Hälfte des Innenraums ist über drei Etagen hinweg eingestürzt, der komplette Dachstuhl verbrannt. Die Feuerwehren der Region konnten Brände der Umgebung verhindern, so dass die angrenzende Jugendherberge zu keinem Zeitpunkt in Gefahr war.

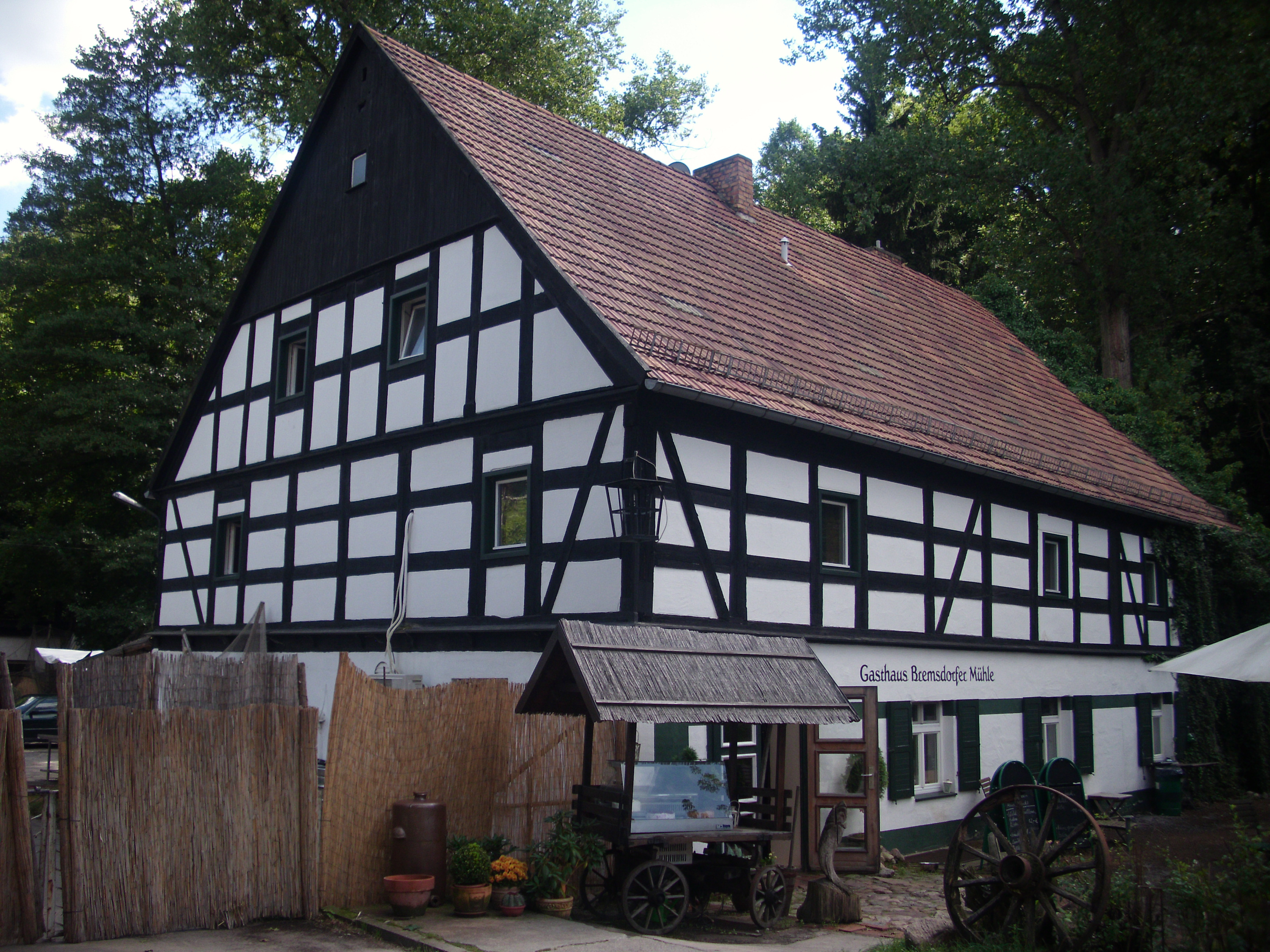
Bremsdorfer Mühle, vom Eingangsbereich aus
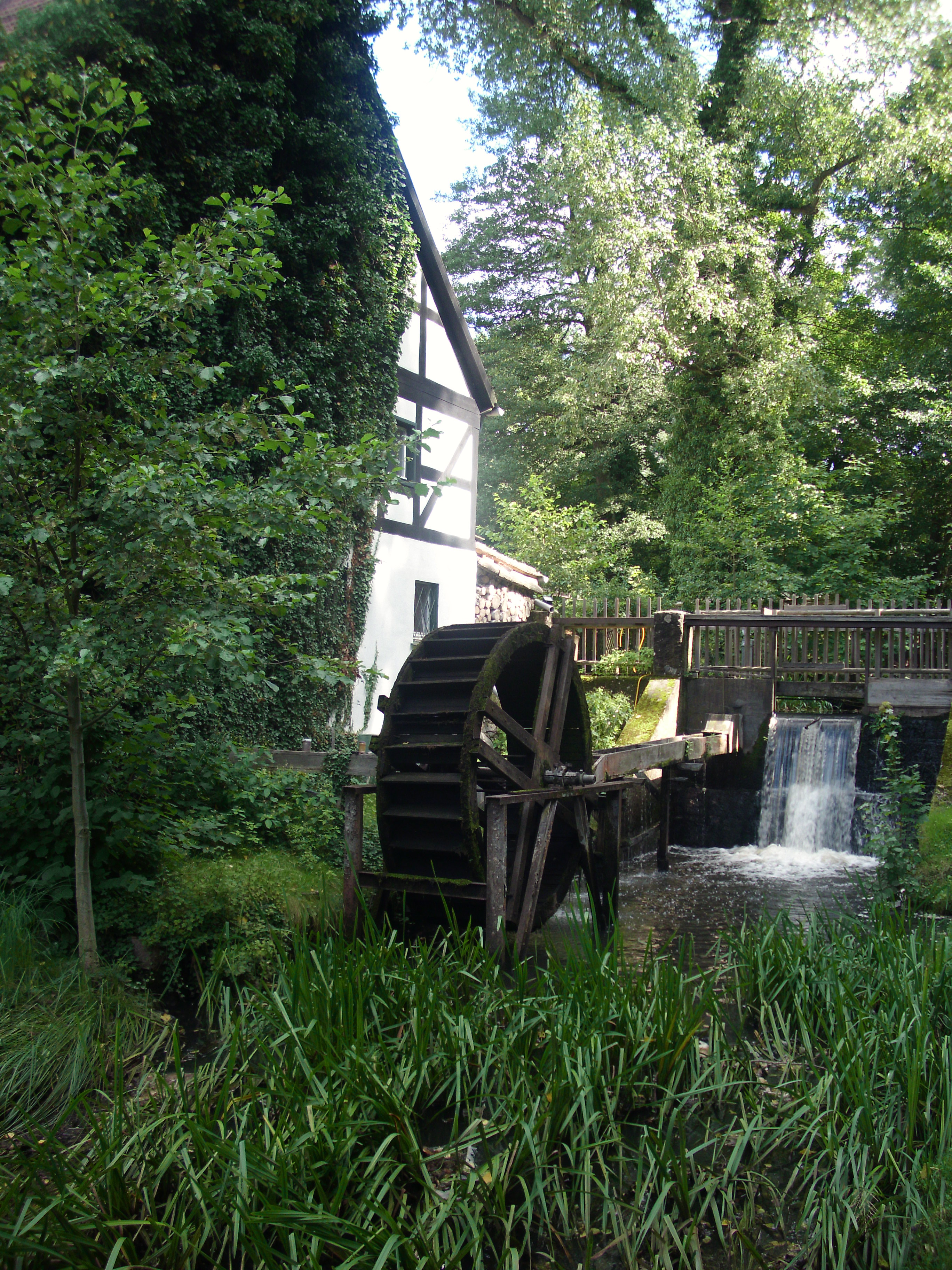
Wasserrad in der Schlaube
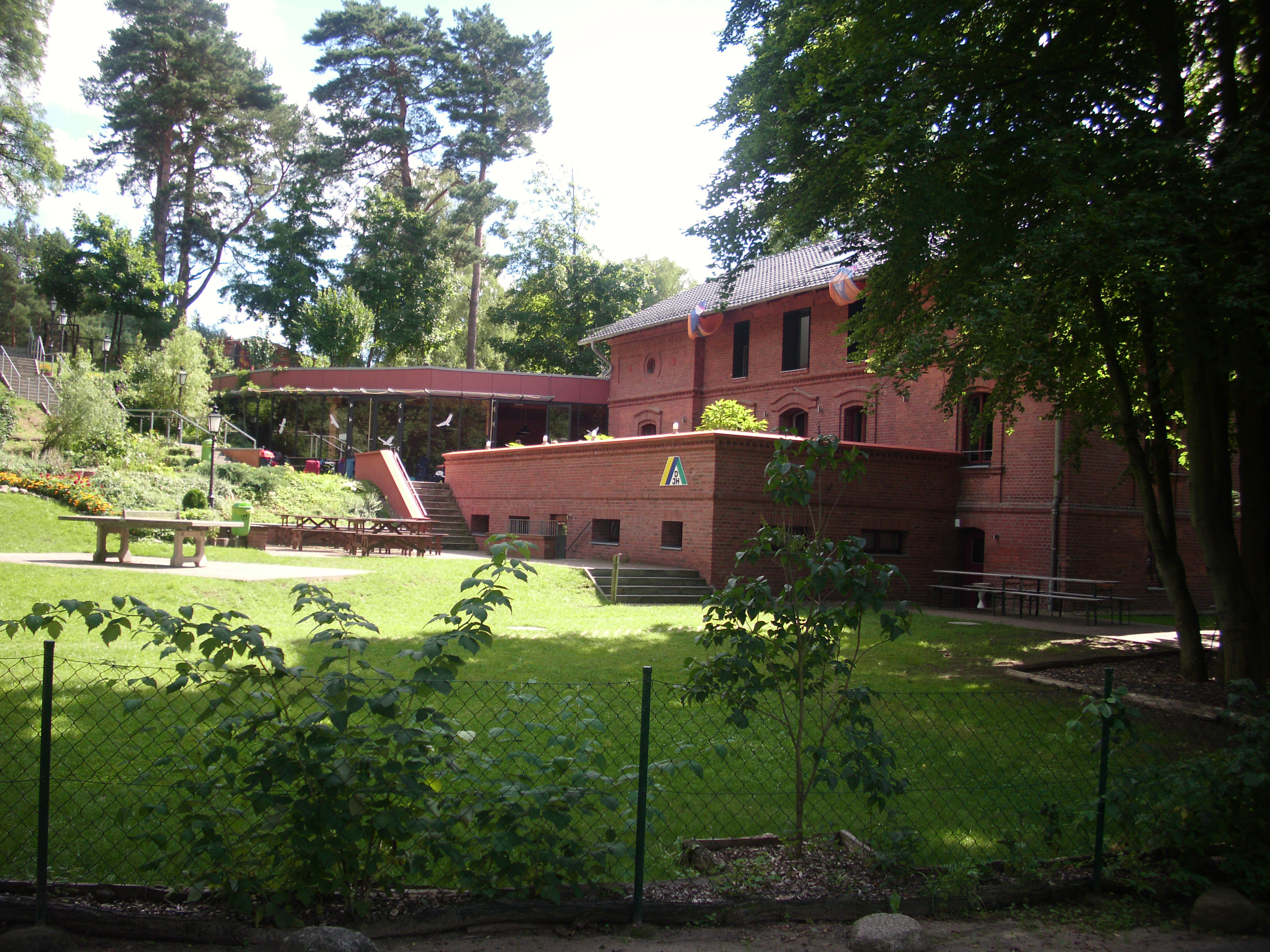
Jugendherberge